# Імператор Ґо-Камеяма
Імператор Ґо-Камеяма (яп. 後亀山天皇, ごかめやまてんのう, ґо-камеяма тенно; 1347 — 10 травня 1424) — 99-й Імператор Японії, синтоїстське божество, 4-й Імператор Південної династії. Роки правління: жовтень 1383 — 19 листопада 1392. Ім'я перекладається як «Пізній Камеяма», що дає змогу низці дослідників рахувати його як Камеяма II.
З 1911 року в японській історіографії Імператори Південної династії почали вважатися представниками головної лінії Імператорського Дому, тому Імператор Ґо-Камеяма став 99-м Імператором Японії. До того часу Імператори Північної династії розглядалися як законні спадкоємці Імператорського Дому, відповідно Імператор Ґо-Камеяма називався лише 4-м Імператором Південної династії.

## Біографія
Другий син імператора Ґо-Муракамі та поетеси Какі Мон'ін. При народженні звався Хіронарі. 1368 року його брат імператор Тьокей призначив спадкоємцем трону. Після зречення останнього 1383 року стає новим імператором. На той момент володіння Південного дому охоплювали лише провінції  Ямато, Ідзумі, Кії, Каваті, Ійо (тут спирався на клан Коно на о.Сікоку) та невеличкими володіннями на Кюсю. Протягом декількох років було втрачені володіння на Сікоку та Кюсю, погіршилася ситуація в Ідзумі та Кії. 1391 року зазнала нова спроба захопити Кіото.
15 жовтня 1392 року, за наполяганням мирної фракції на чолі із Кусунокі Масанорі, за посередництва Оуті Йосіхіро почав перемовини з сьогуном Асікаґа Йосіміцу щодо укладання миру. За умовами угоди Мейтоку Ґо-Камеяма невдовзі зрікся влади, повернувся до Кіото, де передав священні скарби своєму супернику з Північного двору — Ґо-Комацу. Натомість було домовлено, що обидві лінії династії будуть почергово спадкувати одна одній кожні 10 років. 1394 року отримав титул відставного імператора, але 1397 року зрікся його й прийняв буддійський постриг під ім'ям Конґосін.
1410 року черех фінансову скруту повернувся до Йосіно. 1412 року Ґо-Комацу порушив умови угоди Мейтоку, призначивши свого сина принца Міхіто (відомий як імператор Сьоко), який того ж року став імператором. 1414 року таємно підтримав повстання Кітакабане Міцумаси, сюго провінції Ісе. Але він не мав значного успіху. Вже 1415 року повсталий і колишній імператором замирилися з сьогунатом. 1416 року перебрався до монастиря Дайкакудзі. Сьогун Асікаґа Йосімоті, який страждав від невизначеності щодо ситуації в східних провінціях, добре усвідомлював небезпеку залишити колишнього імператора у горах Йосіно, і неодноразово вимагав повернення Ґо-Камеями за умови відновлення його особистих володінь.
Був здібним поетом, складав вірші вака. У 1365 і 1375 роках брав участь у великих поетичних змаганнях під псевдонимами принц Мухонін та Мінамото но Сукусі. Три його вірші увійшли до антології «Сінсьокукокін вака-сю».

## Генеалогічне дерево
|  |  | (96) Ґо-Дайґо | (96) Ґо-Дайґо | (96) Ґо-Дайґо | (96) Ґо-Дайґо | (96) Ґо-Дайґо | (96) Ґо-Дайґо |  |  | Такайосі         | Такайосі | Такайосі | Такайосі | Такайосі | Такайосі |  |  |                 |                 |                 |                 |                 |                 |  |  |
|  |  | (96) Ґо-Дайґо | (96) Ґо-Дайґо | (96) Ґо-Дайґо | (96) Ґо-Дайґо | (96) Ґо-Дайґо | (96) Ґо-Дайґо |  |  | Такайосі         | Такайосі | Такайосі | Такайосі | Такайосі | Такайосі |  |  |                 |                 |                 |                 |                 |                 |  |  |
|  |  |               |               |               |               |               |               |  |  |                  |          |          |          |          |          |  |  |                 |                 |                 |                 |                 |                 |  |  |
|  |  |               |               |               |               |               |               |  |  | Йосійосі         |          |          |          |          |          |  |  |                 |                 |                 |                 |                 |                 |  |  |
|  |  |               |               |               |               |               |               |  |  |                  |          |          |          |          |          |  |  |                 |                 |                 |                 |                 |                 |  |  |
|  |  |               |               |               |               |               |               |  |  |                  |          |          |          |          |          |  |  |                 |                 |                 |                 |                 |                 |  |  |
|  |  |               |               |               |               |               |               |  |  | Морійосі         | Морійосі | Морійосі | Морійосі | Морійосі | Морійосі |  |  | Окійосі         | Окійосі         | Окійосі         | Окійосі         | Окійосі         | Окійосі         |  |  |
|  |  |               |               |               |               |               |               |  |  | Морійосі         | Морійосі | Морійосі | Морійосі | Морійосі | Морійосі |  |  | Окійосі         | Окійосі         | Окійосі         | Окійосі         | Окійосі         | Окійосі         |  |  |
|  |  |               |               |               |               |               |               |  |  |                  |          |          |          |          |          |  |  |                 |                 |                 |                 |                 |                 |  |  |
|  |  |               |               |               |               |               |               |  |  | Цунейосі         | Цунейосі | Цунейосі | Цунейосі | Цунейосі | Цунейосі |  |  | (98) Тьокей     | (98) Тьокей     | (98) Тьокей     | (98) Тьокей     | (98) Тьокей     | (98) Тьокей     |  |  |
|  |  |               |               |               |               |               |               |  |  | Цунейосі         | Цунейосі | Цунейосі | Цунейосі | Цунейосі | Цунейосі |  |  | (98) Тьокей     | (98) Тьокей     | (98) Тьокей     | (98) Тьокей     | (98) Тьокей     | (98) Тьокей     |  |  |
|  |  |               |               |               |               |               |               |  |  |                  |          |          |          |          |          |  |  |                 |                 |                 |                 |                 |                 |  |  |
|  |  |               |               |               |               |               |               |  |  | Нарійосі         | Нарійосі | Нарійосі | Нарійосі | Нарійосі | Нарійосі |  |  | (99) Ґо-Камеяма | (99) Ґо-Камеяма | (99) Ґо-Камеяма | (99) Ґо-Камеяма | (99) Ґо-Камеяма | (99) Ґо-Камеяма |  |  |
|  |  |               |               |               |               |               |               |  |  | Нарійосі         | Нарійосі | Нарійосі | Нарійосі | Нарійосі | Нарійосі |  |  | (99) Ґо-Камеяма | (99) Ґо-Камеяма | (99) Ґо-Камеяма | (99) Ґо-Камеяма | (99) Ґо-Камеяма | (99) Ґо-Камеяма |  |  |
|  |  |               |               |               |               |               |               |  |  |                  |          |          |          |          |          |  |  |                 |                 |                 |                 |                 |                 |  |  |
|  |  |               |               |               |               |               |               |  |  | (97) Ґо-Муракамі |          |          |          |          |          |  |  |                 |                 |                 |                 |                 |                 |  |  |
|  |  |               |               |               |               |               |               |  |  |                  |          |          |          |          |          |  |  |                 |                 |                 |                 |                 |                 |  |  |
|  |  |               |               |               |               |               |               |  |  |                  |          |          |          |          |          |  |  |                 |                 |                 |                 |                 |                 |  |  |
|  |  |               |               |               |               |               |               |  |  | Мунейосі         |          |          |          |          |          |  |  |                 |                 |                 |                 |                 |                 |  |  |
|  |  |               |               |               |               |               |               |  |  |                  |          |          |          |          |          |  |  |                 |                 |                 |                 |                 |                 |  |  |
|  |  |               |               |               |               |               |               |  |  |                  |          |          |          |          |          |  |  |                 |                 |                 |                 |                 |                 |  |  |
|  |  |               |               |               |               |               |               |  |  | Канейосі         |          |          |          |          |          |  |  |                 |                 |                 |                 |                 |                 |  |  |
|  |  |               |               |               |               |               |               |  |  |                  |          |          |          |          |          |  |  |                 |                 |                 |                 |                 |                 |  |  |